# 格呂嫩河
46°59′47″N 7°42′17″E / 46.99640°N 7.70474°E
格呂嫩河是瑞士的河流，位於該國中西部，流經伯恩州，屬於埃默河的右支流，河道全長9.9公里，流域面積81.1平方公里，河畔城鎮有蘇米斯瓦爾德和呂策爾弗呂。